# Stephanopis cristipes
Stephanopis cristipes es una especie de araña del género Stephanopis, familia Thomisidae.

## Distribución
Se distribuye por Nueva Guinea.

## Taxonomía
Fue descrita por Kulczynski en 1911.
Tratamiento taxonómico
La especie aparece registrada y publicada en Kulczynski 1911d: 145, pl. 4, f. 29.